# サクラゲート
株式会社サクラゲート（英: SAKURAGATE Inc.）は、東京都豊島区に本社を置き、インターネットにおけるモバイルコンテンツサービス事業・PCコンテンツサービス事業・システム開発請負業務・コンサルティング事業等を行う日本の企業である。
アエリアの完全子会社。

## 沿革
- 2007年5月10日 - 東京都千代田区西神田に株式会社サクラゲートを設立。
- 2015年11月 - 東京都豊島区南池袋へと移転[1]
- 2017年8月24日 - アエリアとの株式交換により、アエリアの完全子会社となる[2]。

## 現行のサービス
- Keyframe card
- Fox Pirates

## 過去のゲーム
- 地震家族（2007年10月29日オープンベータ開始[3]、2007年11月6日正式サービス開始[4]、サービス終了）
- クイッククエッグ[5]（Postar内で2009年5月28日サービス開始[6]、サービス終了） ※ゲームポットとの協業、開発はProfire社[5]
- クイズde彼氏（サービス終了）
- アニマルコレクションしか～も!※同名番組とタイアップ（サービス終了）
- ここはどうぶつの里（サービス終了）
- 巨人の星-ド根性カードバトル-※GMOゲームセンター名義（サービス終了）
- 団地妻これくしょん（奥様！全員集合!～団地妻何人ヤれるかな?～サービス終了）
- ヒロイン絶滅計画（2015年3月31日～2022年11月15日、サービス終了）
- 守護騎士-Palladium Knights-[7]（略称パラナイ、2015年4月1日iOS版サービス開始[7]、2015年7月30日Android版サービス開始[7]、2016年5月16日サービス終了[8]）※アエリアとの協業[7]
- 大江戸ソープランド ※小梅太夫とコラボ（サービス終了）
- マジックミラー号の監督になろう!マジかん!（サービス終了）
- 恋して花魁（サービス終了）
- 花魁Ageha（サービス終了）
- iosのみリリース
  - 内緒でふたまた
  - 禁断のふたまた
  - ふたまた病棟
  - 恋のよろずやmini
- ラブリーマカロン（2023年7月3日[9]〜2025年4月10日[10]）

## 過去のサービス
- 映画野郎 - モバイル映画情報サービス提供（サービス終了）
- コエモエ（2015年2月2日サービス開始[11]） - アエリアとの協業の声優応援サービス。
- 腸イケメン（2016年9月7日ベータサービス開始[12]） - 順天堂大学、南洋HDとの共作。文字通り腸と便に関する調査サービス。